# Borki (powiat nowomiejski)
Borki – uroczysko-dawna miejscowość w Polsce położona w województwie warmińsko-mazurskim, w powiecie nowomiejskim, w gminie Biskupiec.
W latach 1975–1998 miejscowość administracyjnie należała do województwa toruńskiego.
Nazwa z nadanym identyfikatorem SIMC występuje w zestawieniach archiwalnych TERYT z 1999 roku.
Zniesiona rozporządzeniem Ministra Spraw Wewnętrznych i Administracji z dnia 18 grudnia 2008.